# Mirko Labrović
Mirko Labrović (Sinj, 29. prosinca 1967.) hrvatski je nogometni trener i bivši nogometaš. Trenutačno  je bez kluba.

## Igračka karijera
Većinu igračke karijere proveo je u Junaku iz Sinja. 

## Trenerska karijera
Trenersku karijeru je započeo u sinjskom Junaku 2011., gdje je bio do 2012. kada sjeda na klupu NK Otok. 17. prosinca 2014. godine postao je trener Šibenika. U 2016. godini uprava Šibenčana nakon utakmice Šibenika i Zadra (1:1) ga smjenjuje. Dana 4. rujna 2016. postao je trener drugoligaša Solina. Smijenjen je u Solinu, 30. travnja 2018. godine. 
Dne 2. listopada 2018. godine, imenovan je trenerom trećeligaša Hrvaca.

## Zanimljivosti
U sezoni 2015./16. druge hrvatske nogometne lige imao je skoro sve pobjede sa Šibenikom, ali kada su Šibenik i Zadar odigrali 1:1, šibenska je uprava Labrovića smijenila. Šibenik je pod vodstvom Labrovića cijelu sezonu bio na vrhu tablice, no nije uspio izboriti 1. HNL. Kada ga je Šibenik smijenio, iste godine u rujnu preuzeo je Solin, gdje je također radio fantastičan posao. 
Sa Solinom je u sezoni 2016./17. osvojio treće mjesto u 2. HNL, a bio je blizu kvalifikacija za 1. HNL.